# Mirko Paráček

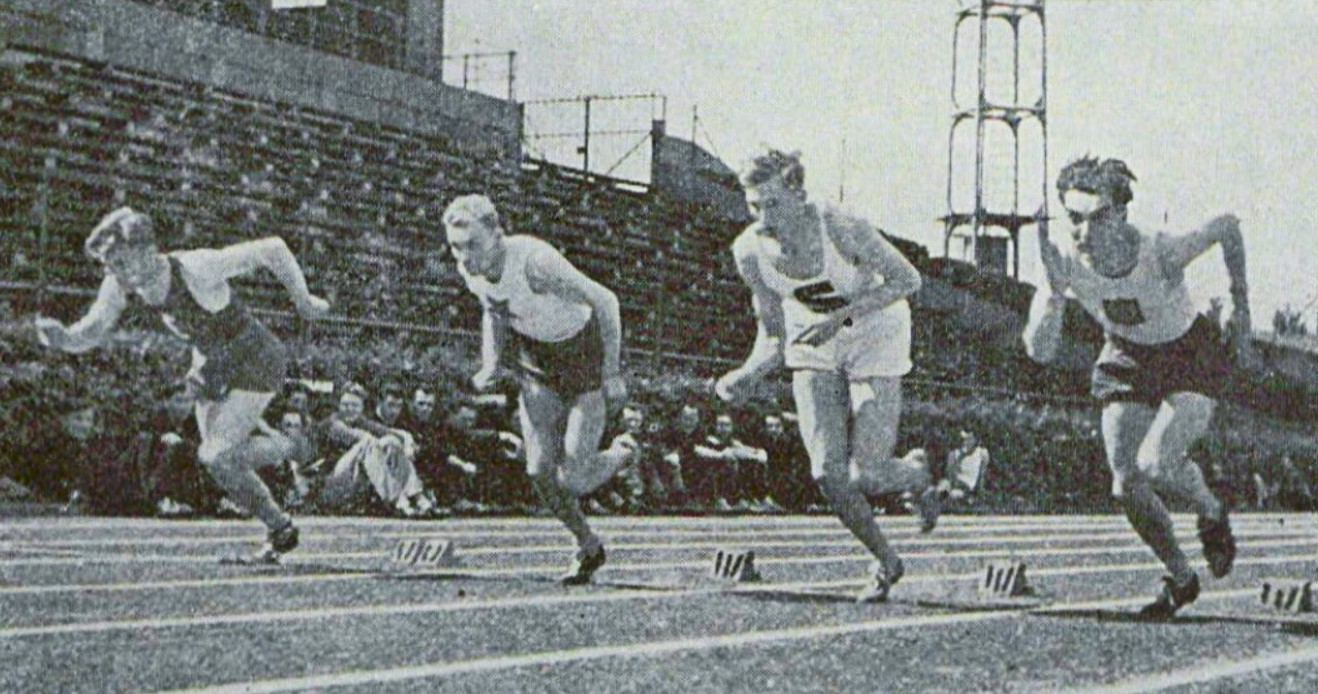
Mirko Paráček (první zprava), sprinterský trojboj, 1943

Mirko Paráček (13. srpna 1920, Brno – 17. července 1991, Praha) byl moravský spisovatel, sportovec, atlet, trenér a pracovník Československého rozhlasu.

## Život
Jiný zdroj uvádí narození v Olomouci. Narodil se v rodině Ferdinanda Paráčka a Františky Antonínové, měl bratra Ferdinanda. Roku 1939 vystudoval gymnázium v Brně. Později studoval na právnických fakultách MU, UK a získal titul JUDr.
Ve své sportovní kariéře se stal dvakrát protektorátním mistrem v běhu na 100 metrů (1942, 1943) a čtyřikrát v běhu na 200 metrů (1940–1943). V roce 1942 překonal český rekord ve sprinterském trojboji (60 metrů – 100 metrů – 200 metrů) výkonem 2 645 bodů (6,9 – 10,8 – 22,2). V roce 1946 vybojoval na třetím ročníku mistrovství Evropy v atletice v Oslo bronzovou medaili ve štafetě na 4 × 100 metrů. Na bronzu se dále podíleli Leopold Láznička, Miroslav Řihošek a Jiří David. V roce 1966 působil krátce jako trenér u fotbalistů Slavie Praha.
Pracoval v Českém rozhlase v Brně a v Praze, jako lektor literárního oddělení. Zde byl autorem mnoha rozhlasových her, dramatizací a pásem. Byl také autorem řady knih, zejména ze sportovního prostředí, mj. ze svého působení ve Švédsku jako fotbalový trenér na sklonku šedesátých let 20. století. V letech 1941–1945 byl členem Moravského kola spisovatelů (MKS).

## Dílo